# Casa Planell
La Casa Planell, o Casa de Josep de Planell i Vilar i Font, és un edifici d'estil neoclàssic de Manresa (Bages). L'edifici té tres façanes, una de principal al davant de la baixada de la Seu, una de secundària al carrer del Bisbe i un petit fragment al carrer de Santa Llúcia.
Consta de quatre pisos aixecats sobre una planta baixa, on hi ha tres amplis portals, el central dels quals és la porta d'accés. El primer pis, que és més baix que els altres, té uns balcons que no depassen la paret de la façana, mentre que el segon pis només en té un que abraça les tres portes que s'hi desclouen. Els pisos restants -tercer i quart- ja mostren balcons individualitzats que tenen, com els altres, les baranes modelades. Els tres portals de la planta baixa determinen el nombre d'obertures dels pisos -tres també a cada planta-, les quals es disposen ordenadament una sobra l'altra, tret que encara és accentuat per uns ressalts, a manera de pilastres, que s'estenen entre els balcons, del primer pis fins al capcer, on són coronats per unes motllures que imiten uns capitells jònics.
El parament és d'arrebossat en els pisos superiors i de pedra en la planta baixa i l'entresòl, principal i dos pisos, la diferenciació social dels quals ve manada per la importància dels balcons: el primer pis és més baix que els altres, amb portes balconeres, al segon pis hi ha un balcó corregut i al tercer i al quart hi ha tres balcons individuals tots amb baranes de ferro modelades. La façana al carrer del Bisbe és plana, amb escasses obertures. Els pocs elements decoratius que hi ha són d'estil clàssic.
El catàleg de Manresa protegeix el volum i l'aspecte exterior de l'edifici pel valor artístic, estilístic i històric. S'integra en la tipologia de façanes pròpia d'aquesta zona de la ciutat, que queda enriquida amb edificis d'aquest tipus.

L'edifici fou aixecat entre 1853 i 1856.
El 22 de març de 1853 consta la següent deliberació en el llibre d'acords de l'Ajuntament:
En la Ciudad de Manresa á los veinte y dos de Marzo de mil ochocientos cincuenta y tres: se reunió el Ayuntamiento bajo la presidencia del Sr. D. Franco. Bohigas Alcalde constitucional de la misma con asistencia del Sr. de Mas primer Teniente de Alcalde, Sr Balet, Segundo, y de los Regidores Señores Pascual, Cots, Vallés, Puig, Rosal, Serarols y Soler. [...]
En este estado el Sr. Vallés, regidor, ha manifestado que D. José de Planell le mitigaba de continuo porque se le señalare la linea donde debia principiar los cimientos de la casa, que quiere edificar frente la Yglesia de la Seo; y se acordó que se atenga á lo que se halla prescrito en el plano general geometrico de esta Ciudad y en conformidad á lo ordenado por el Exmo. Señor Gobernador de esta provincia. [...].
Així mateix, el 22 de novembre de 1856, Antònia Marcet Carné, vídua de Josep de Planell i Vilar i Font, fa l'últim pagament de 2.500 rals davant del notari de Manresa Francesc d'Assís Mas als paletes manresans Jaume i Josep Blanc, pare i fill, per la construcció de la casa.

Abans d'emprendre la construcció de l'edifici, Josep de Planell i Vilar i Font havia intentat obtenir el permís municipal per obrir balcons a l'edifici existent l'any 1844, llicència que se li va denegar el 6 de novembre d'aquell any a tenor de l'informe tècnic desfavorable dels mestre d'obres Francesc Robert i Pere Lladó.

Josep de Planell i Vilar i Font de Cirerencs (Castellgalí, c.1792 - Manresa, 19/05/1855)
L'impulsor de la casa Planell era fill d'Anton de Planell Morros i d'Anna Vilar Oliveres i Font de Cirerencs.
Per part paterna Josep gaudia del títol de cavaller des que el seu rebesari Bartomeu Planell Ayats i Pinós, fill del mas Planell de Tona, en gaudia per reial cèdula de 3 de desembre de 1751.
Per altra banda, la seva mare era la propietària del mas Font de Cirerencs de Castellgalí des del 15 d'abril de 1810. Per aquesta raó, tant la seva mare com ell portaven el cognom de Font de Cierencs, una condició indispensable per a poder-ne ser els hereus.
Així mateix, Josep fou l'hereu universal del seu oncle Joan de Planell Morros, un pròsper veler del carrer Sant Miquel.
La prosperitat econòmica que rebé Josep de Planell i la seva habilitat per fer-la créixer expliquen que volgués fer-se construir una residència arquitectònicament destacable i davant per davant de la Seu a la ciutat de Manresa.
Referències
1. ↑  «Inventari del patrimoni arquitectònic de Catalunya». [Consulta: 26 setembre 2017].
2. ↑  Junyent i Maydeu, Francesc. El Patrimoni històric i artístic: dels orígens als nostres dies. 1994.  Manresa: Parcir, p. 309. ISBN 8486538297.
3. ↑  Virós, Lluís «Casa Planell». El Pou de la Gallina, 26-09-2017.
4. ↑  «Pla especial urbanístic del patrimoni històric, arquitectònic, arqueològic, palentològic, geològic i paisagístic de Manresa».   Ajuntament de Manresa, 01-03-2011. [Consulta: 26 setembre 2017].
5. ↑  Deliberació de 22 de març de 1853 del consistori municipal sobre la fonamentació de la casa (AHCM-AM.I-85, f. 26v a 28v).
6. ↑  Pagament de les obres de construcció de la casa Planell per part d'Antònia Marcet Carné, vídua de Josep de Planell, als paletes manresans Jaume i Josep Blanc, pare i fill (AHPM AHPM 5735, f. 1319v a 1320v).
7. ↑  Deliberació de 6 de novembre de 1844 del consistori municipal (AHCM AM.I-76, f. 116-117)
8. ↑  «Privilegi de cavalleria del Principat de Catalunya a favor de Felip Planell Ayats i Pinós» (en castellà).   Generalitat de Catalunya, 03-12-1751. [Consulta: 27 març 2023].
9. ↑  Concòrdia entre el matrimoni format per Anton Planell Païssa i Anna Vilar Oliveres, d'una part, i Teresa Gavaldà, vídua d'Antoni Font, de l'altra, sobre el mas Font de Cirerencs (AHPM 5454, f. 25v a 26r)
10. ↑  Testament de Joan de Planell Morros de 26 d'octubre de 1842 (AHPM 5623, s.f.)